# Edward Frederick Knight

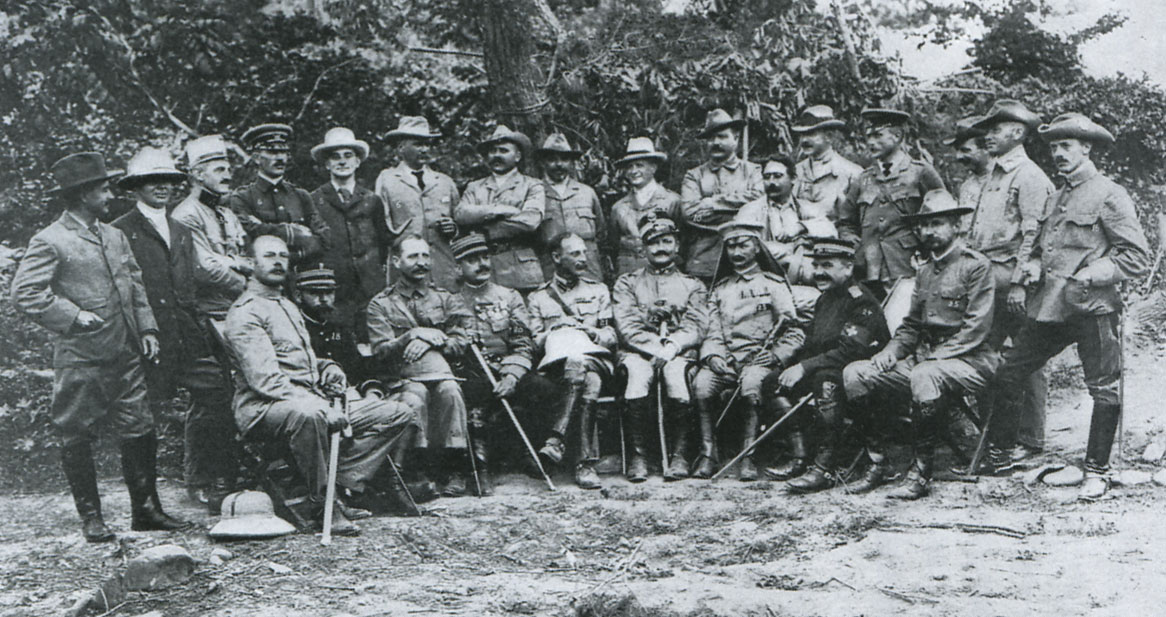
Adidos militares ocidentais e os correspondentes de guerra com as forças japonesas após a batalha de Shaho (1904): 1. Robert Collins; 2. David Fraser; 3. Cap. Francois Dhani; 4. Cap. James Jardine; 5. Frederick McKenzie; 6. Edward Knight; 7. Charles Victor-Thomas; 8. Oscar Davis; 9. William Maxwell; 10. Robert MacHugh; 11. William Dinwiddie; 12. Frederick Palmer; 13. Cap. Berkeley Vincent; 14. John Bass; 15. Martin Donohoe; 16. Cap. ____;　17. Cap. Carl von Hoffman; 18. ____; 19. ____; 20. ____; 21. Gen. Sr. Ian Hamilton; 22. ____; 23. ____; 24. ____; 25. ____.

Edward Frederick Knight, ou simplesmente E.F. Knight (23 de abril de 1852 - 3 de julho de 1925),  foi um advogado, militar, jornalista, explorador inglês, escritor de 20 livros, muitos com base em seus relatos de viagens e como correspondente de guerra.

## Trabalhos
- 1880 – Albania: A Narrative of Recent Travel[2]
- 1884 – The Cruise of the Falcon: A voyage to South America in a 30-ton yacht[3][4]
- 1885 – The Threatening Eye[5]
- 1889 – The Cruise of the Alerte : Narrativa de caça ao tesouro na ilha da Trindade[6]
- 1889 - The Classic Guide to Sailing[7]
- 1889 – The "Falcon" in the Baltic: A Coasting Voyage from Hammersmith to Copenhagen in a Three-ton Yacht[8]
- 1890 – Sailing[9]
- 1895 – Where Three Empires Meet[10]
- 1897 – Letters from the Sudan[11]
- 1895 – Rhodesia of Today[12]
- 1896 - Madagascar in War Time[13]
- 1898 - Desperate Voyage[14]
- 1901 – Small Boat Sailing[15]
- 1903 - South Africa After the War: A Narrative of Recent Travel[16]
- 1909 – Turkey: the Awakening of Turkey, the Turkish Revolution Of 1908[17][18]
- 1912 – Handbook of Seamanship: 8th edition[19]
- 1913 – Drying Out of 4000 K. W. Transformers[20]
- 1919 – The Harwich Naval Forces: Their Part in the Great War[21]
- 1920 - The Union-Castle and the War: 1914 - 1919.[22]
- 1923 – Reminiscences: The Wanderings of a Yachtsman and War Correspondent[23]